# Anemia marginalis
Anemia marginalis är en ormbunkeart som först beskrevs av Paul Amédée Ludovic Savatier och som fick sitt nu gällande namn av Maarten J.M. Christenhusz.
Anemia marginalis ingår i släktet Anemia och familjen Anemiaceae. Inga underarter finns listade i Catalogue of Life.